# Francis Rooney
Laurence Francis Rooney III (4 de dezembro de 1953) é um político e diplomata americano que foi representante dos EUA no 19º distrito congressional da Flórida de 2017 a 2021. Republicano, serviu como embaixador dos EUA na Santa Sé de 2005 a 2008. Rooney obteve uma pontuação vitalícia de 95,90% da União Conservadora Americana.
Rooney é presidente da Rooney Holdings, anteriormente conhecida como Rooney Brothers Company, uma empresa de investimentos e holdings com sede em Nápoles, Flórida. Com um patrimônio líquido de US$ 22,6 milhões, Rooney foi um dos membros mais ricos do Congresso.
Em outubro de 2019, Rooney anunciou que não concorreria à reeleição para o Congresso em 2020. Ele foi sucedido pelo deputado estadual Byron Donalds.